# Месед
Месед — деревня в Тугулымском городском округе Свердловской области России.

## Географическое положение
Деревня Месед расположена в 12 километрах к юго-востоку от посёлка городского типа Тугулыма (по дорогам в 16 километрах), на левом берегу реки Пышмы. В окрестностях деревни находится озеро-старица и озеро Тынгаш.

## История
Название деревня получила от тюркского слова Месет, мечет — «мечеть». Второе название деревни — Гавань Меседова.

## Население
| 2002 | 2010 |
| ---- | ---- |
| 0    | ↗1   |